# Comarostaphylis diversifolia
Comarostaphylis diversifolia  (лат.) — вид растений рода Comarostaphylis семейства Вересковые.

## Ареал
Встречается в Калифорнии, Нижней Калифорнии, на Нормандских островах.

## Биологическое описание
Стебель прямостоячий, до 5 метров. Листья яйцевидные, цельнокрайные или пильчатые.
Соцветие — кисть; прицветники меньше 7—10 мм, ланцетно-линейные или продолговато-яйцевидные; чашелистики в цветке ланцетные или узкотреугольные.
Плод красного цвета.